# Prystarany
Prystarany (biał. Прыстараны; ros. Пристороны, Pristorony) – osiedle na Białorusi, w obwodzie homelskim, w rejonie homelskim, w sielsowiecie Ciareszkawiczy, nad Ucią.